# Am Mellensee
Am Mellensee is een gemeente in de Duitse deelstaat Brandenburg, en maakt deel uit van de Landkreis Teltow-Fläming.
Am Mellensee telt 6.946 inwoners.

## Indeling van de gemeente
De gemeente Am Mellensee bestaat, volgens artikel 2, lid 1, van haar Hauptsatzung (hoofdgemeenteverordening), versie 20 april 2021, uit de volgende 8 Gemeindeteile:
- Gadsdorf (171)
- Klausdorf (1.633), inclusief de  Wohnplatz[2] Hanschenland
- Kummersdorf-Alexanderdorf (647) inclusief de Wohnplätze Alexanderdorf en Kummersdorf
- Kummersdorf-Gut (344); tot 1945 geheten: Kummersdorf-Schießplatz
- Mellensee (1.236), aan het gelijknamige meer
- Rehagen (1.091), inclusief de Wohnplatz Waldkater
- Saalow (677), een voormalig Rundlingsdorp
- Sperenberg (1.460), inclusief de Wohnplätze Fernneuendorf en Mönninghausen.

Het gemeentebestuur is gevestigd in  Klausdorf.
Tussen haakjes het aantal inwoners per 30 juni 2023, als vermeld op de gemeentewebsite (Ortsteile).

## Geografie, infrastructuur
Am Mellensee is een plattelandsgemeente in een streek, die circa 35 à 45 km ten zuiden van Berlijn ligt. 
Een stadje, niet ver ten noordoosten van de gemeente, is Zossen. Ten zuidwesten van Am Mellensee ligt o.a. Jüterbog; ten noordwesten ervan ligt Trebbin.
Klausdorf ligt slechts 5 km ten westen van het vroegere militaire hoofdkwartier te Wünsdorf-Waldstadt (gemeente Zossen). Hierlangs loopt de belangrijkste verkeersweg in de omgeving, de Bundesstraße 96.
Door de gemeente loopt een spoorlijn, die van oorsprong voor militaire doeleinden is aangelegd (de Königlich Preußische Militär-Eisenbahn), en die o.a. de (voormalige) kazernes van Jüterbog met die van Wünsdorf-Waldstadt, ten zuiden van Zossen, met elkaar verbindt. Deze spoorlijn was van 1896 tot 1998 in beperkte mate voor passagiersvervoer in gebruik. Openbaar vervoer is beperkt  tot sporadisch rijdende belbusverbindingen met Trebbin en Zossen.
Door de gemeente loopt het oude Nottenkanal. Dit was voorheen een route voor kleine binnenvaartschepen van Zossen via het meer Mellensee naar Berlijn.

## Geschiedenis

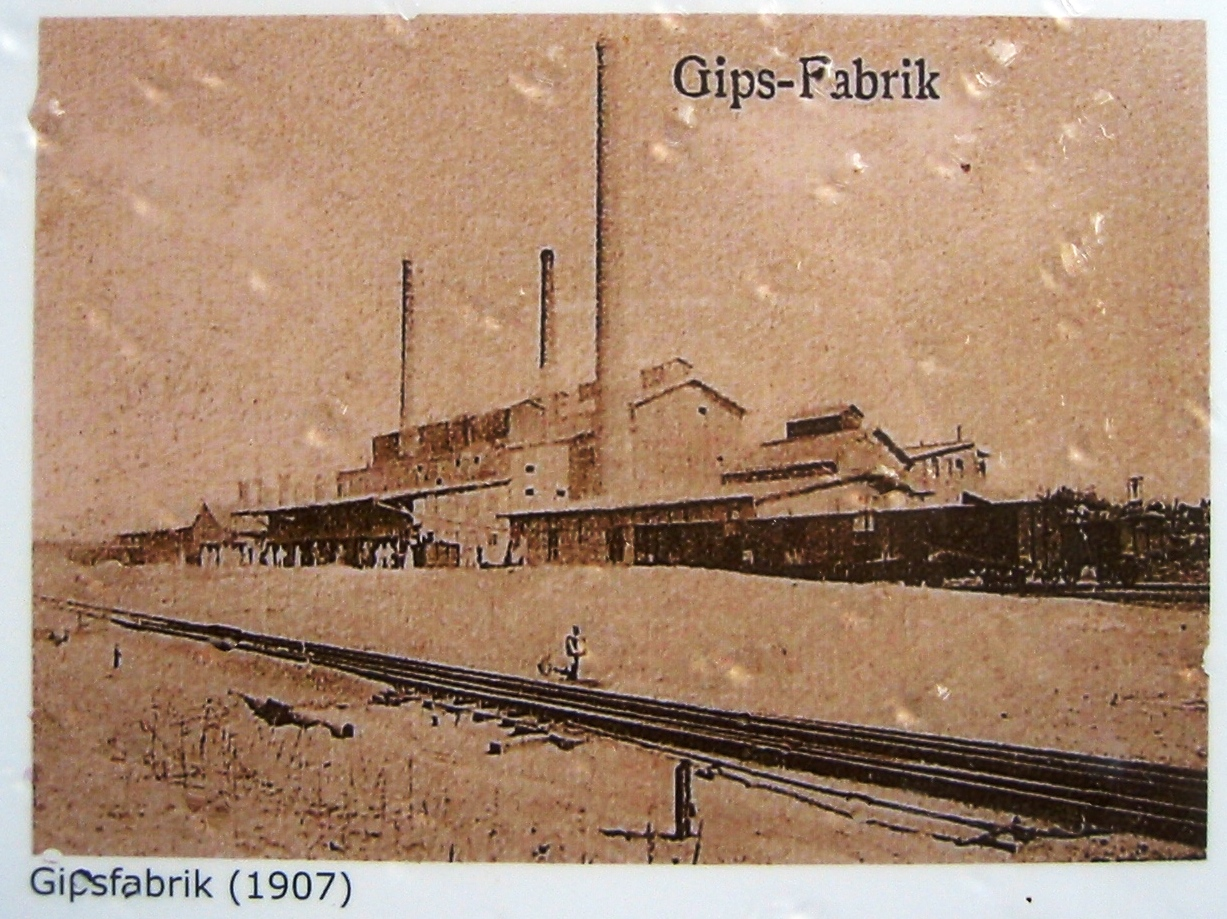
Gipsfabriek bij Sperenberg, 1907
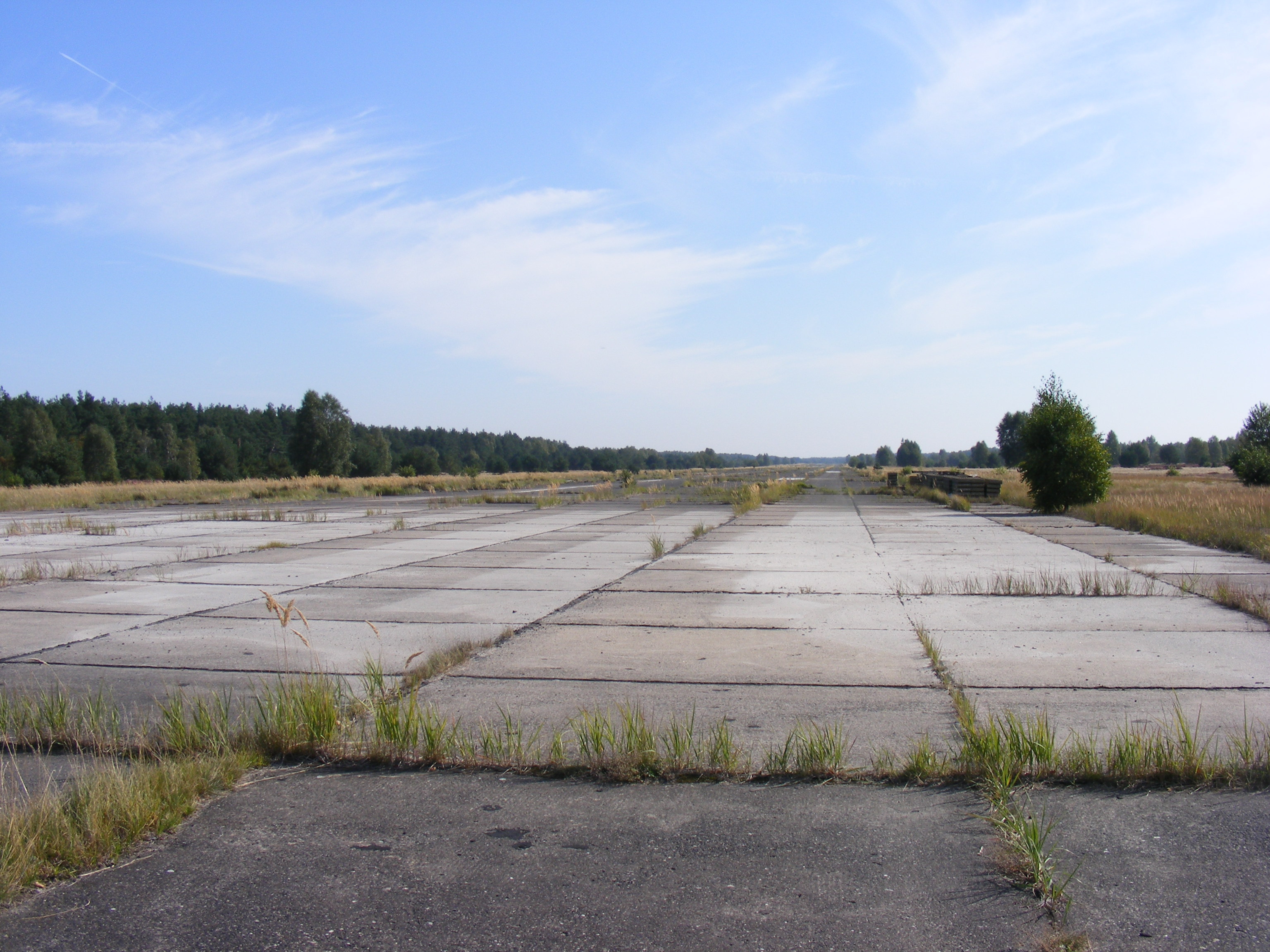
Voormalig vliegveld van Sperenberg (startbaan)
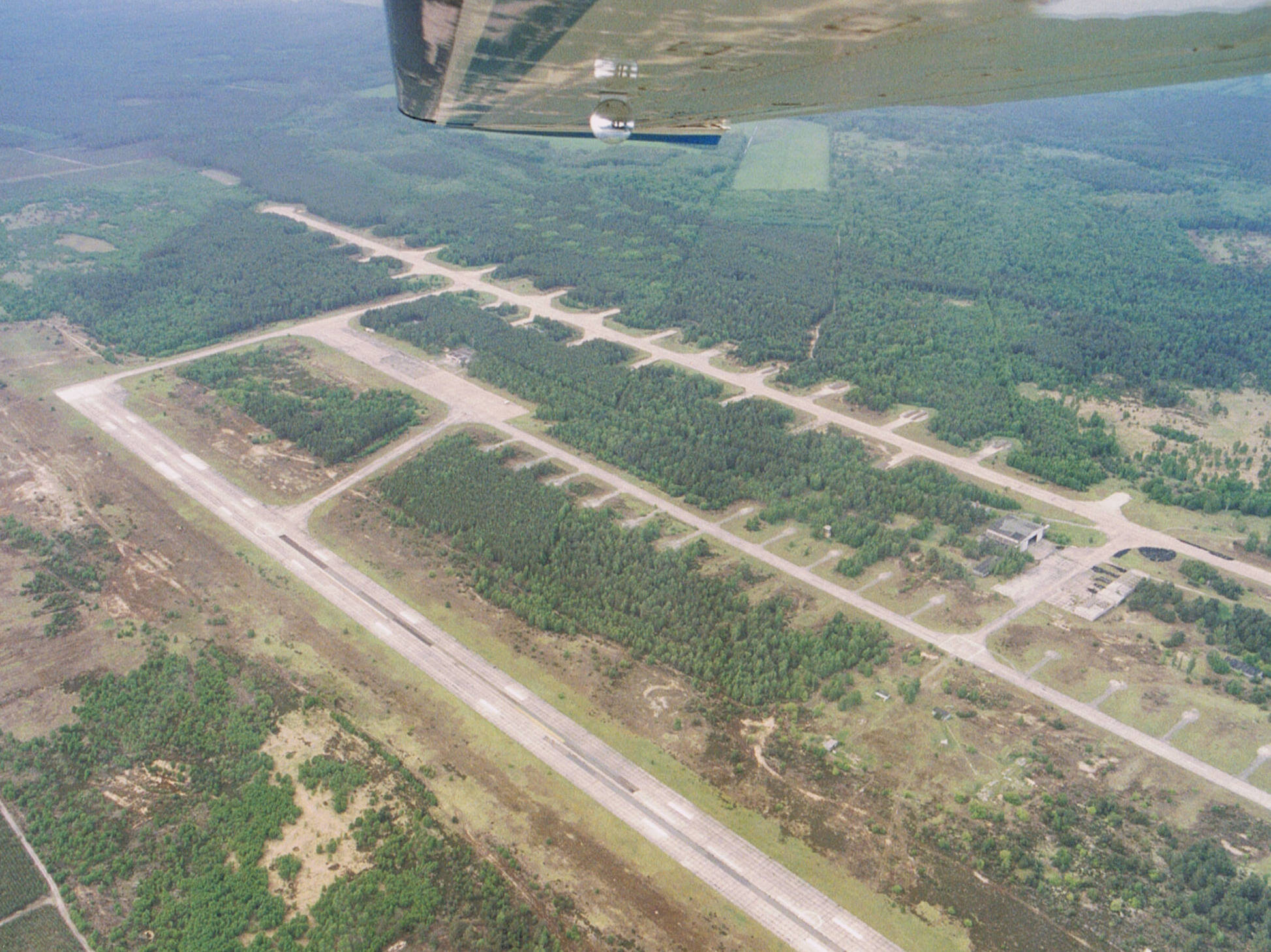
Voormalig vliegveld van Sperenberg (2002, na de ontruiming)
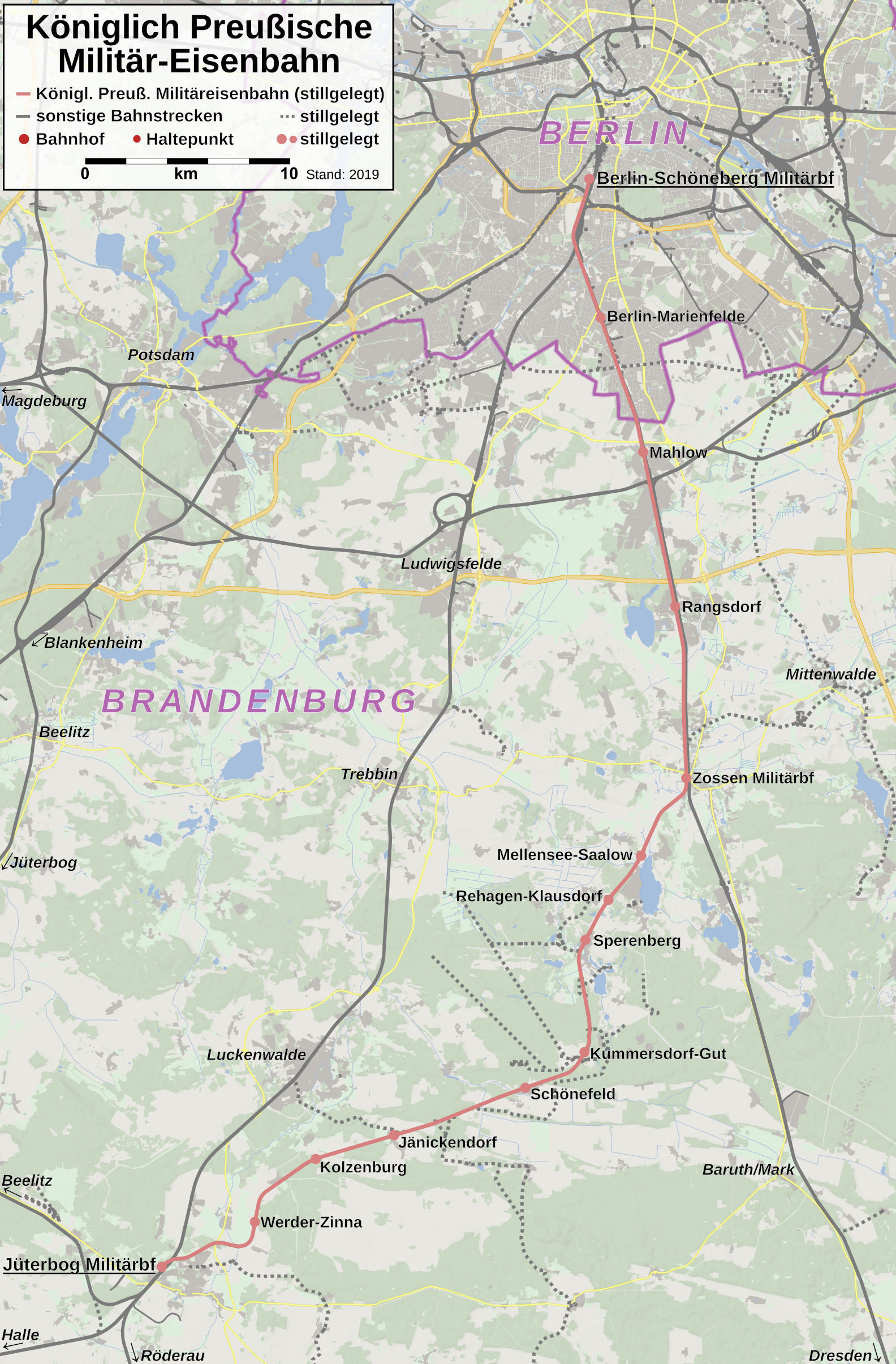
Route voormalige militaire spoorlijn

De meeste dorpen in deze gemeente zijn in de middeleeuwen of de 16e eeuw ontstaan. Enkele zijn van Slavische oorsprong. Ook de naam voor het meer Mellensee is uit een Slavische taal afkomstig (mêlĭ , ondiepte).
Van de 12e eeuw tot 1958 werd rondom de Gipsberg gips gedolven. Deze Gipsberg is een zogenaamde zoutdiapier. Tweehonderdvijftig miljoen jaar geleden werd hier door tektonische krachten een laag Zechstein-zout omhooggedrukt. Eén van de landheren, die deze vorm van mijnbouw krachtig stimuleerde, was rond 1550 Joachim II Hector van Brandenburg.
Klausdorf werd in het begin van de 20e eeuw gekenmerkt door steenfabrieken, die bakstenen produceerden voor bouwprojecten in o.a. Berlijn. Doordat het dorp een station had, konden de producten snel per trein afgevoerd worden. In 2023 was er nog één steenfabriek, met een ouderwetse ringoven, te Klausdorf in bedrijf.
In de gemeente staat het nonnenklooster Alexanderdorf. Na de Tweede Wereldoorlog, toen het klooster in de DDR kwam te liggen, weken de zusters uit naar Burg Dinklage. Het intussen heropgerichte klooster onderhoudt daar nog altijd nauwe banden mee. 
Een onderdeel van de gemeente was een in 1994 gesloten test- en schietterrein van de Wehrmacht, in de nazi-tijd, en van 1949-1994 de Groep van Sovjetstrijdkrachten in Duitsland. Dit testterrein bevond zich te Kummersdorf, gelegen in het huidige Ortsteil Kummersdorf-Gut en voor een klein deel te Rehagen. Het Rode Leger beschikte van 1958 tot 1994 ook over een militair vliegveld, dat o.a. over een betonnen start-en landingsbaan beschikte, die 2.550 meter lang was. Het veld lag 2-4 km ten westen van Sperenberg, en is na het vertrek van de Russische militairen verlaten.

## Bezienswaardigheden, toerisme
- De gemeente ligt in een streek, die tamelijk rijk is aan bos. Voor het toerisme belangrijker zijn echter enkele meren in de gemeente, die veel mogelijkheden bieden voor strand- en watersportrecreatie. Door deze combinatie is het in Am Mellensee goed wandelen en fietsen; er zijn diverse routes uitgezet; o.a. de Wandelroute E10, het Boden-Geo-Pfad[3] bij Sperenburg en de 417 km lange 66-meren-wandelroute, zie onderstaande link, lopen erlangs. De grootste meren in de gemeente zijn:
  - de Mellensee, ten oosten van Klausdorf; oppervlakte 216 hectare; hoogte van de waterspiegel 36,7 meter boven zeeniveau
  - de Krumme See, een smal meer met veel strandhoreca ten oosten van Sperenberg; oppervlakte 20 hectare
  - de Neuendorfer See, direct ten zuiden van de Krumme See; oppervlakte 60 hectare
  - de Heegesee, een kilometer ten westen van Sperenberg
  - de Schumkesee, een kilometer ten zuiden van Kummersdorf
- Twee schilderachtige molens te Saalow
- De cultuurhistorisch interessante, evangelisch-lutherse dorpskerk te Sperenberg, bouwjaar 1753, zie onderstaande afbeeldingen
- Op de voormalige militaire spoorbaan worden 's zomers tussen Jänickendorf en Zossen, dus ook in de gemeente Am Mellensee, af en toe toeristische ritten per draisine georganiseerd. De langs deze spoorbaan aanwezige voormalige stations staan onder monumentenzorg. In enkele ervan is een horecagelegenheid gevestigd.

## Afbeeldingen

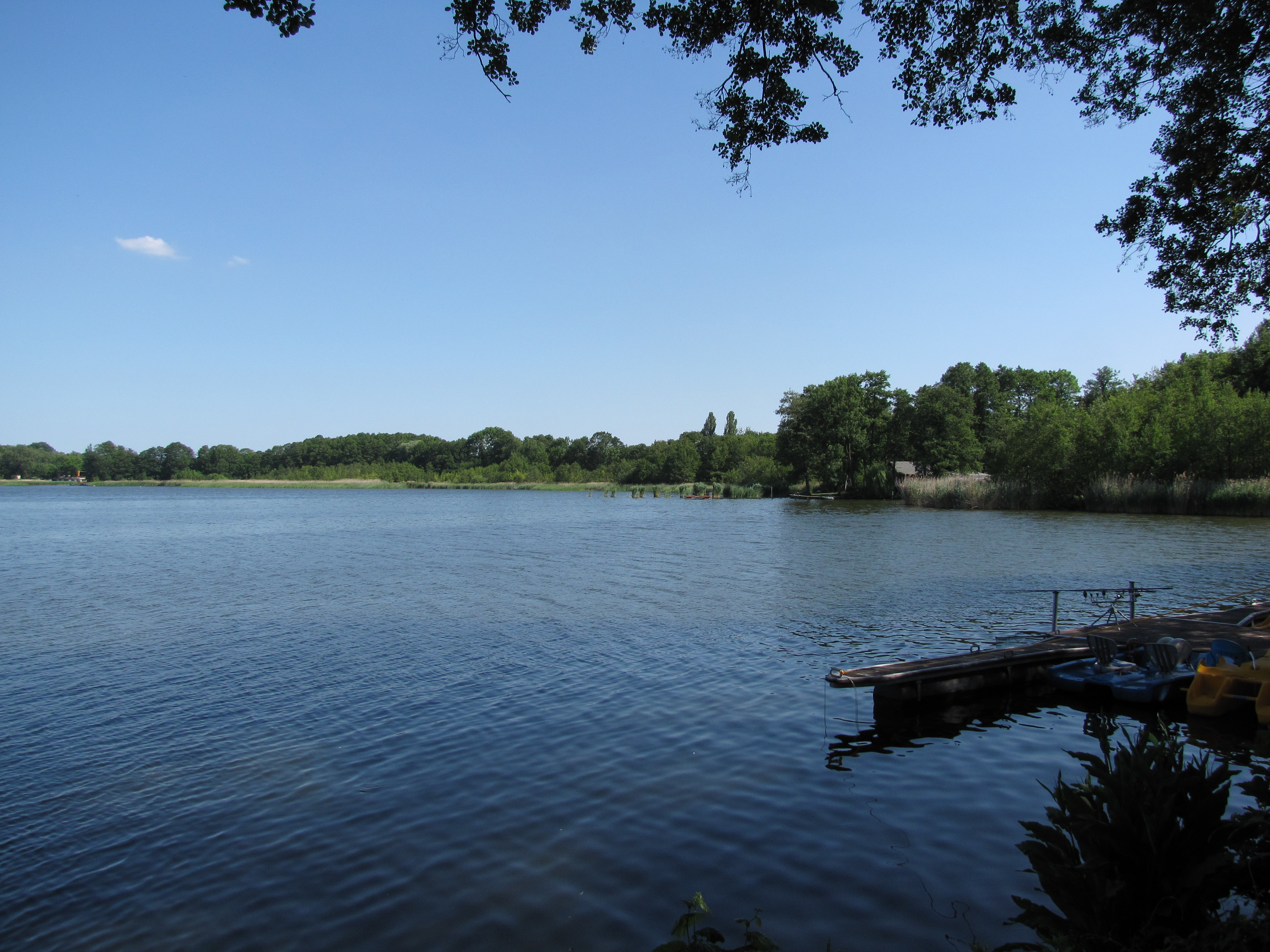
De Mellensee bij Klausdorf
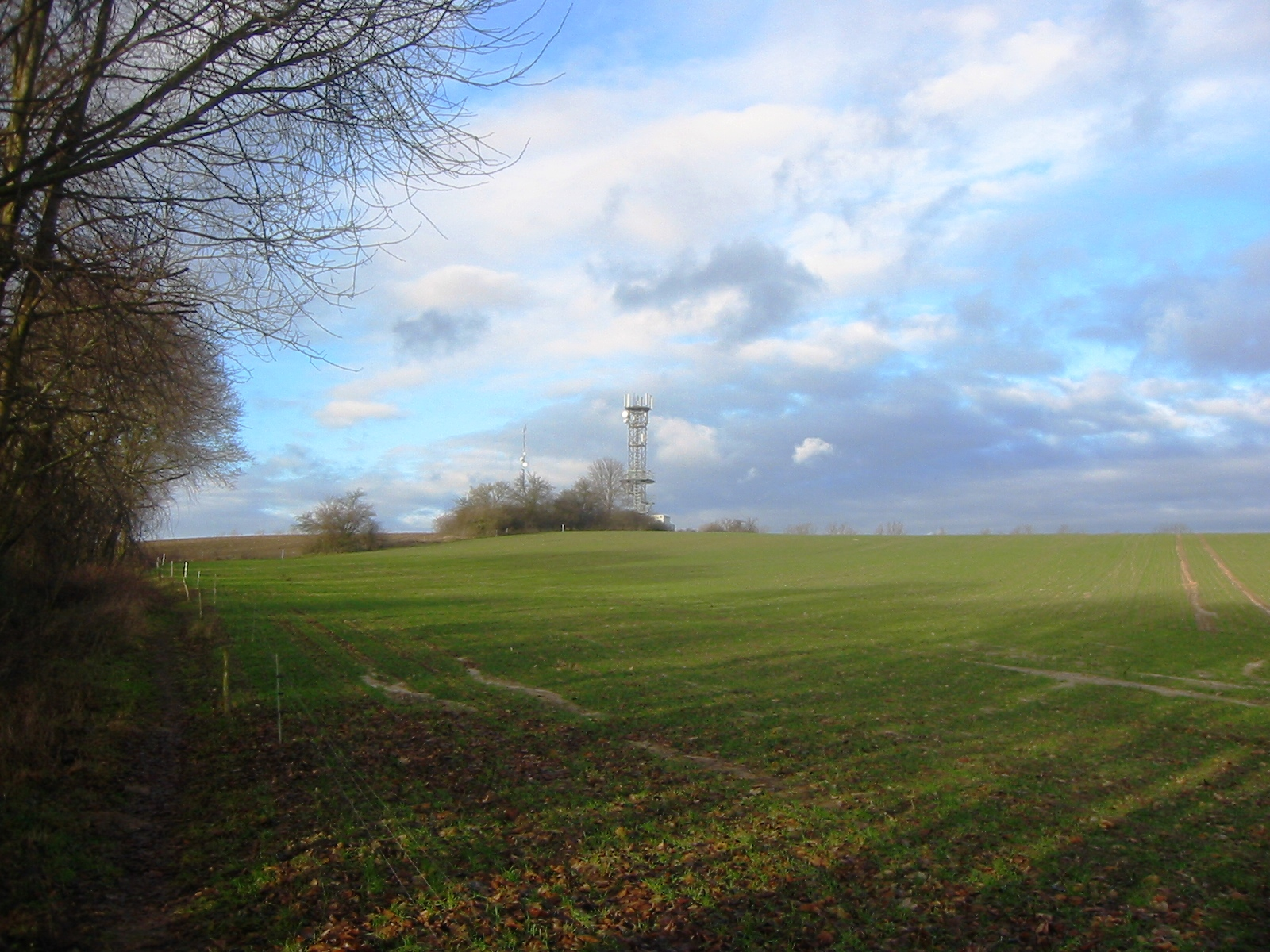
Uitzichtpunt Gipsberg bij Sperenberg
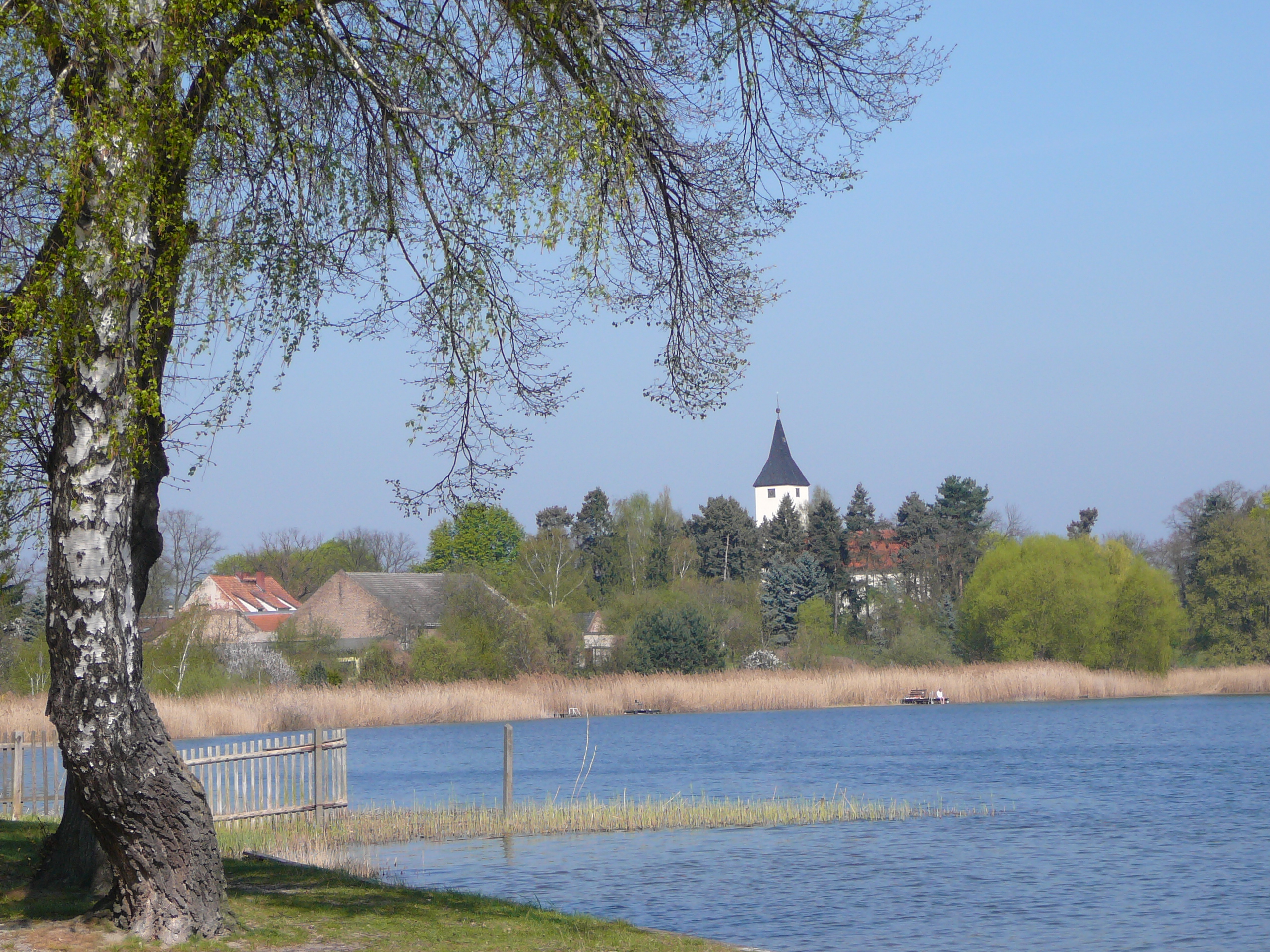
Gezicht op Sperenberg vanaf het meer Krummer See
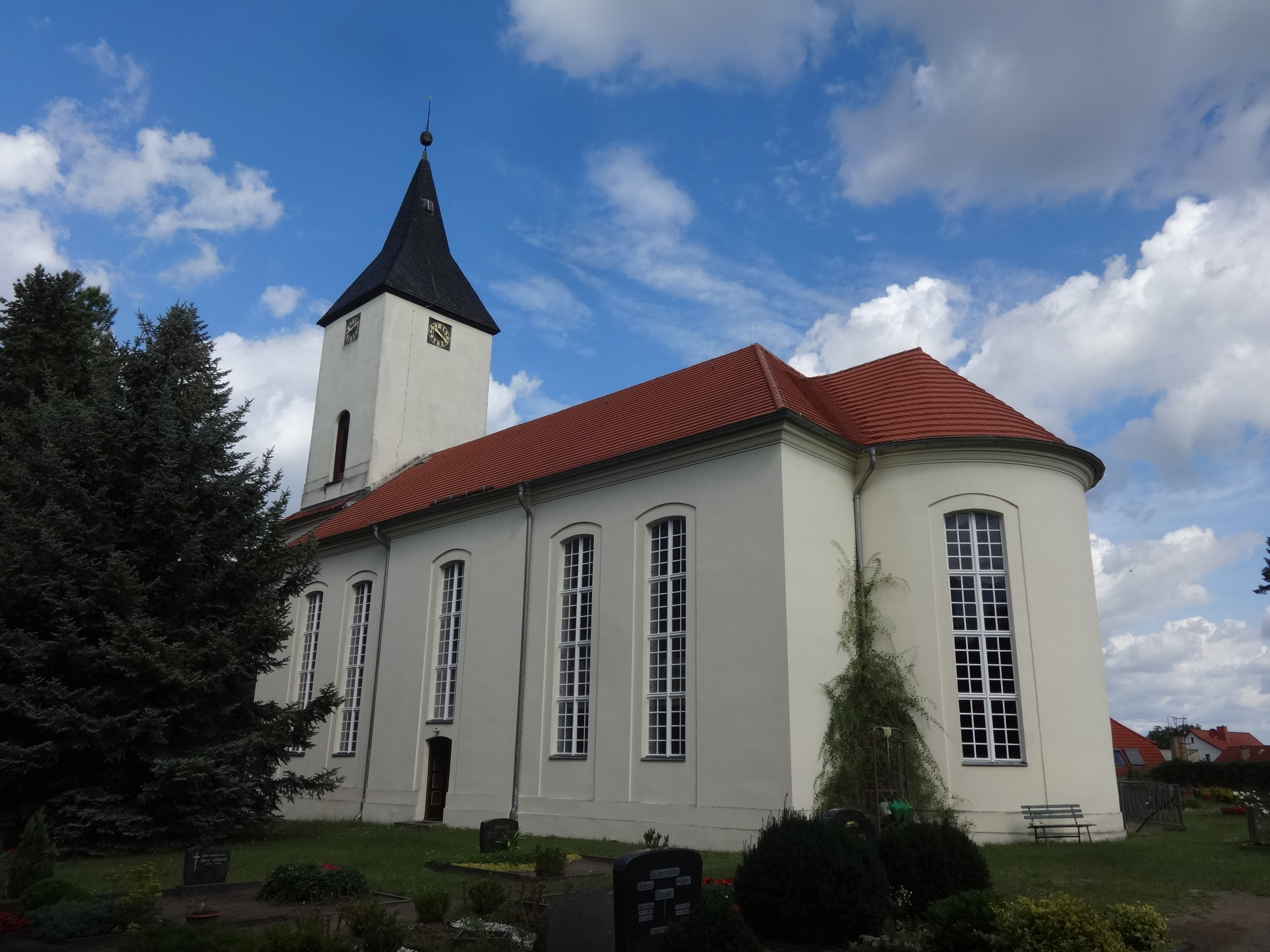
Dorpskerk, Sperenberg
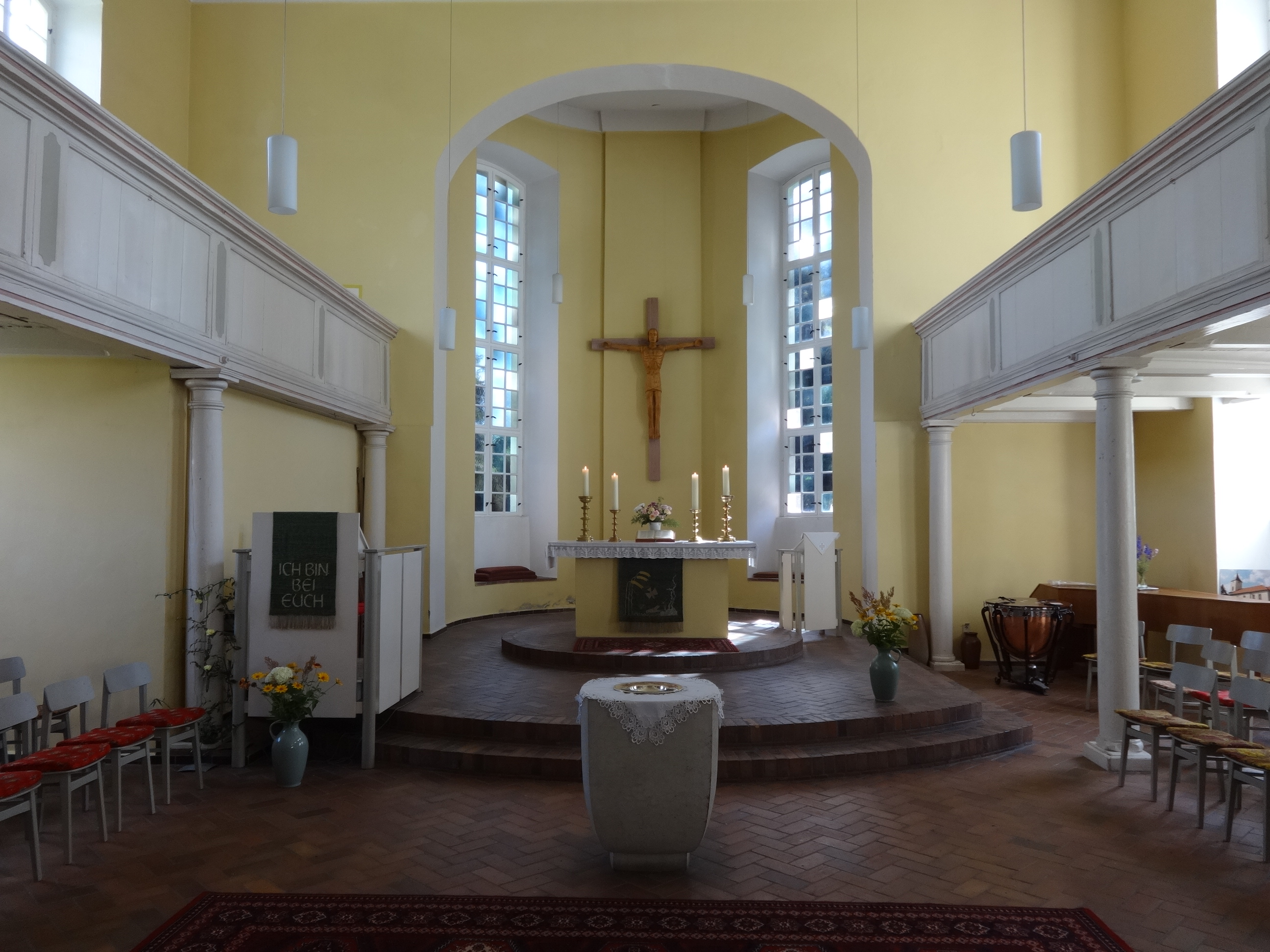
Interieur van dit kerkgebouw
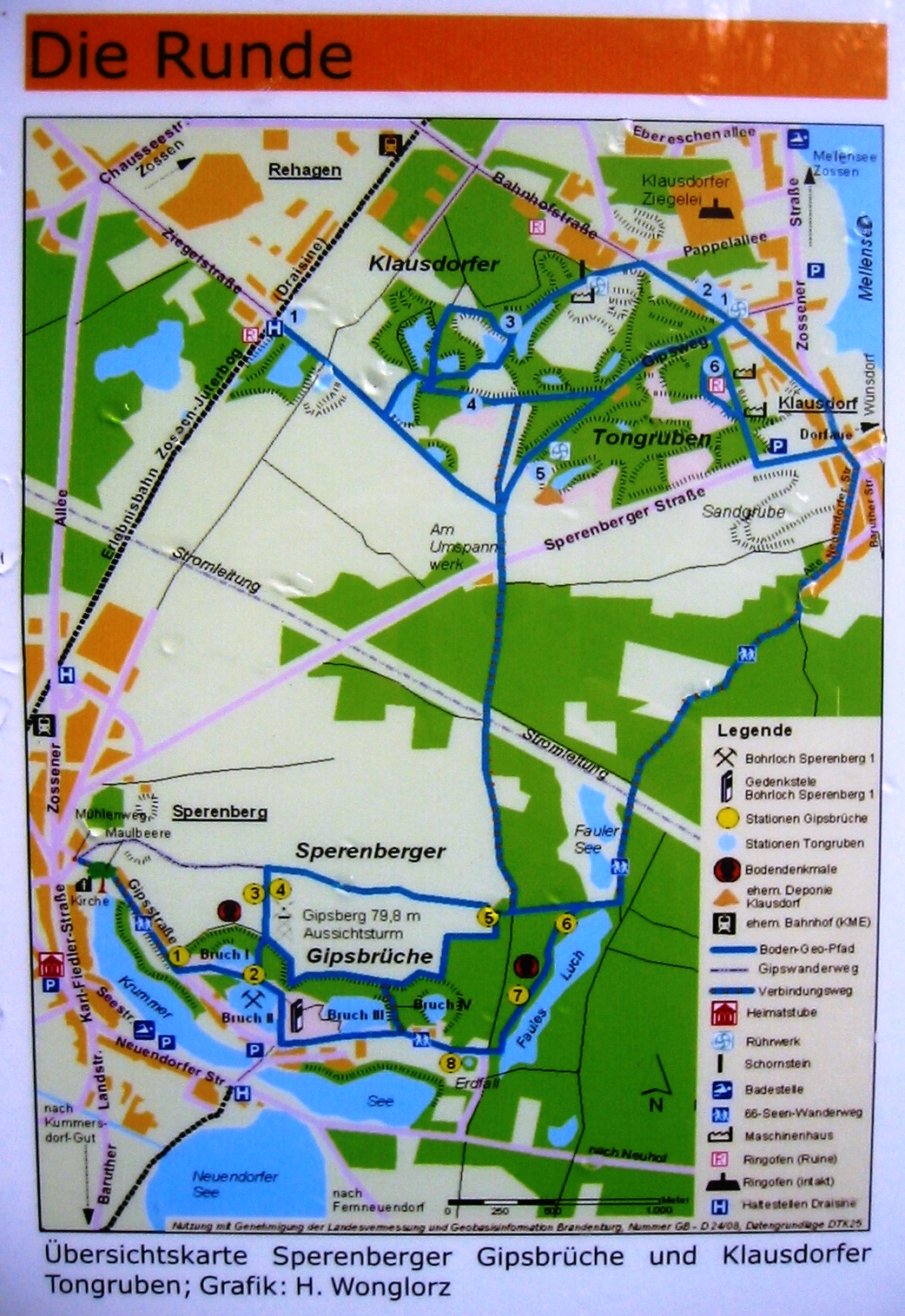
Route Boden-Geo-Pfad, Sperenburg
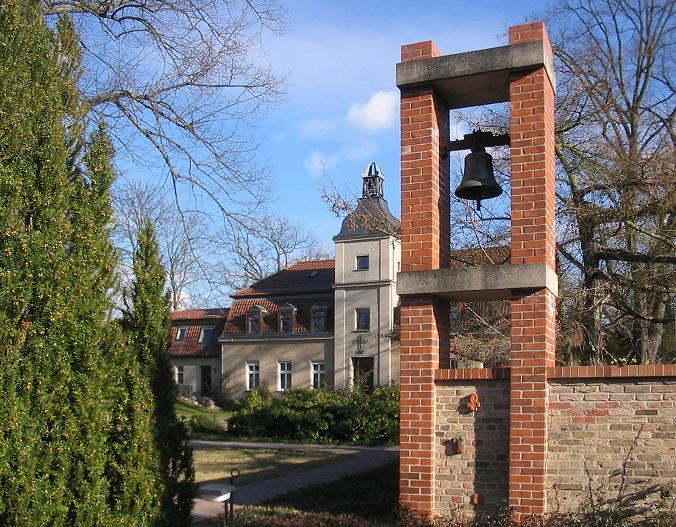
Klooster Alexanderdorf
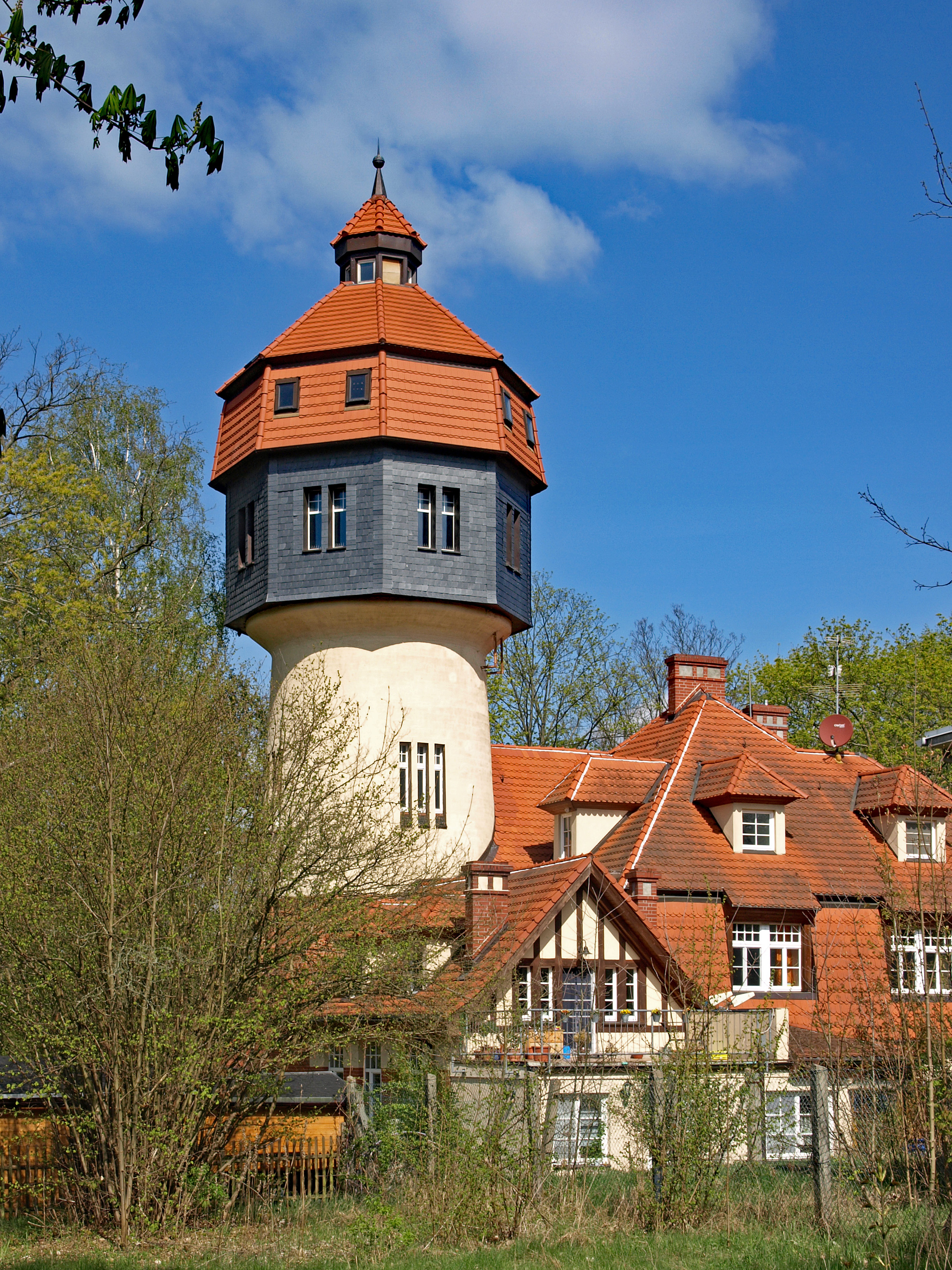
Rehagen, watertoren
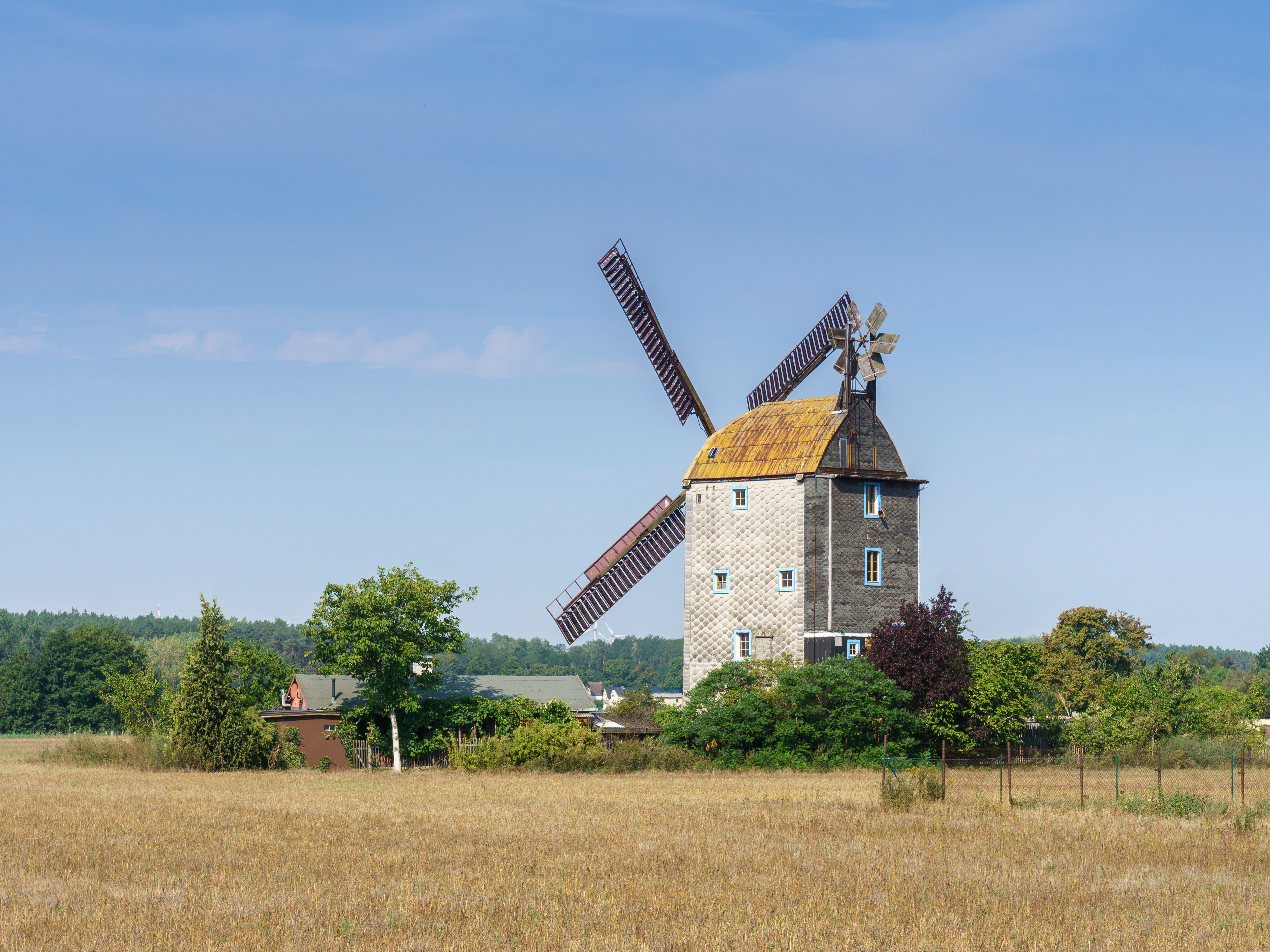
Saalow, paltrokmolen
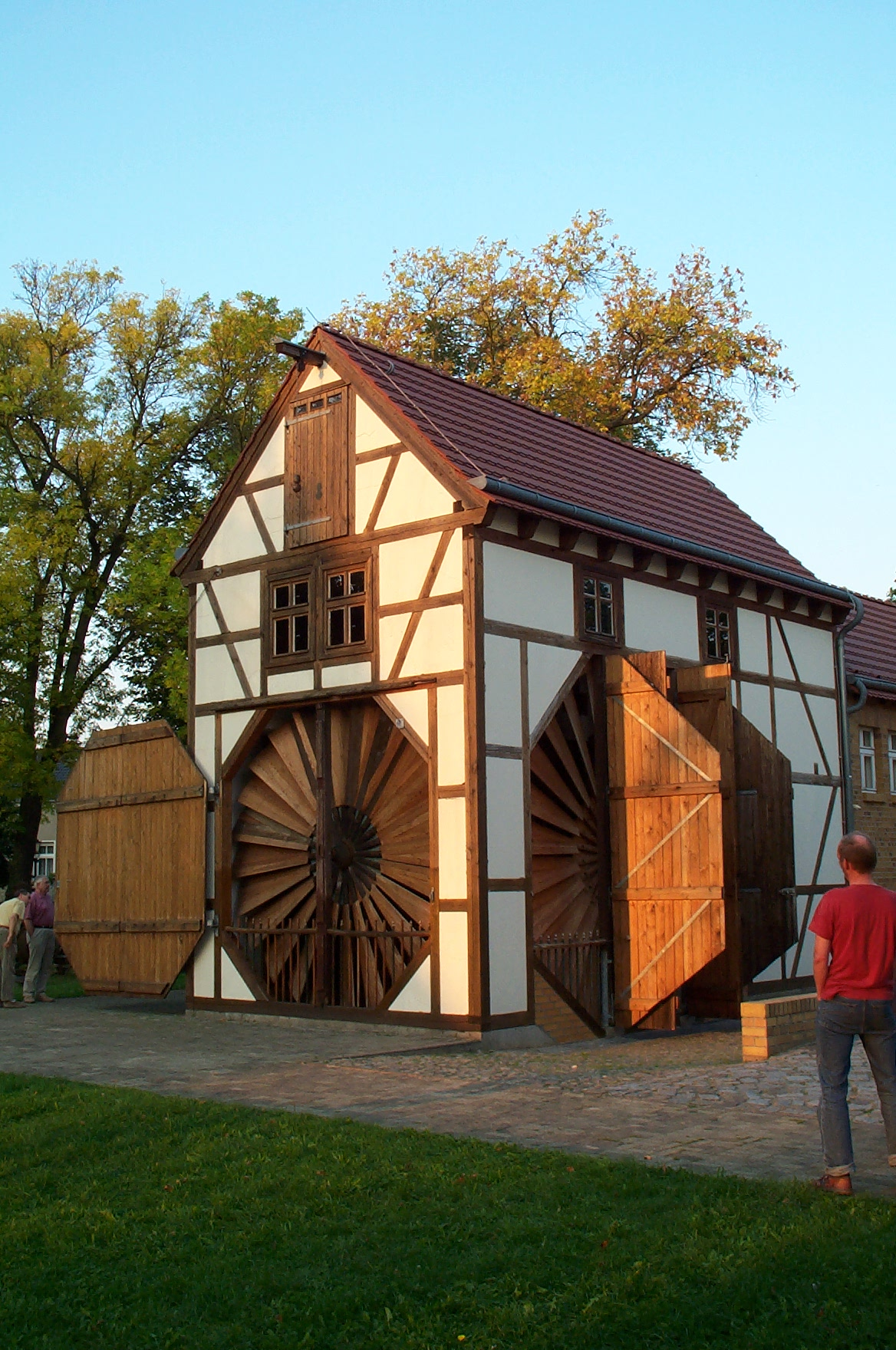
Saalow, Scheunenwindmühle (schuur-windmolen)
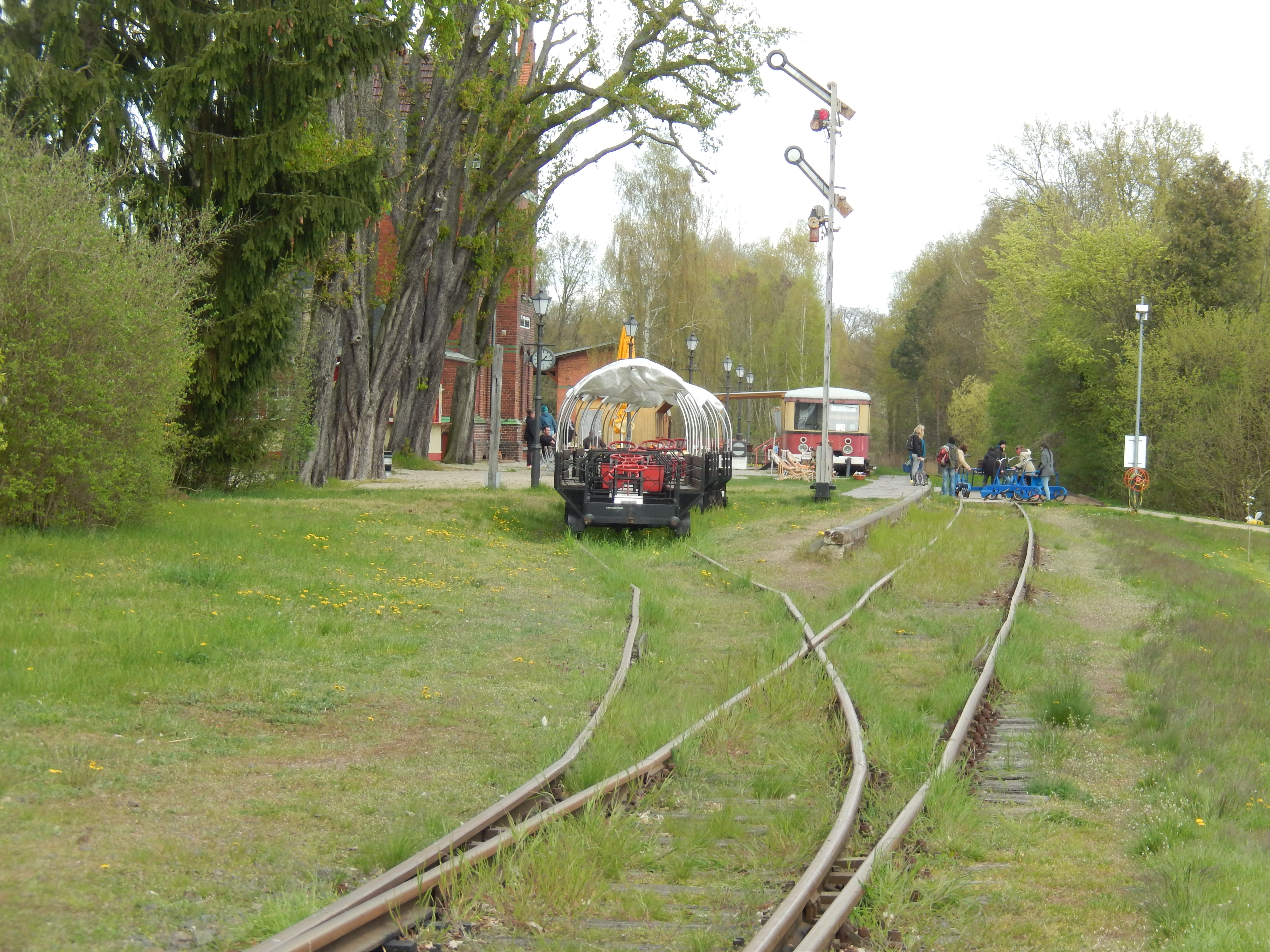
Draisines op de spoorlijn bij voormalig station Mellensee-Saalow

## Partnergemeente
Vooral door toedoen van de volleyballers uit beide plaatsen, is in 1990 een jumelage tot stand gekomen met de gemeente Borchen, niet ver van Paderborn.